# Adolf-Grimme-Preis 2002
Der 38. Adolf-Grimme-Preis wurde 2002 verliehen. Die Preisverleihung fand am 22. März 2002 im Theater Marl statt. Die Moderation übernahmen dabei Götz Alsmann und Christine Westermann.
Im Rahmen der Veranstaltung wurden neben dem Adolf-Grimme-Preis noch weitere Preise, unter anderem auch der „Publikumspreis der Marler Gruppe“, vergeben.

## Preisträger

### Adolf-Grimme-Preis mit Gold

#### Fiktion & Unterhaltung
- Heinrich Breloer (Buch und Regie), Horst Königstein (Buch), Gernot Roll (Kamera), Armin Mueller-Stahl (Darsteller), Monica Bleibtreu (Darstellerin), Jürgen Hentsch (Darsteller), Veronica Ferres (Darstellerin), Sebastian Koch (Darsteller) und Sophie Rois (Darstellerin) (für die Sendereihe Die Manns – Ein Jahrhundertroman, WDR / NDR / BR / Arte / ORF / SRG SSR / SF DRS)
- Daniel Nocke (Buch), Stefan Krohmer (Regie), Hannelore Elsner (Darstellerin) und Anneke Kim Sarnau (Darstellerin) (für die Sendung Ende der Saison, BR / SWR)

#### Information & Kultur
- Nino Kirtadzé (für Buch und Regie zu Es war einmal Tschetschenien, Arte France)

### Adolf-Grimme-Preis

#### Fiktion & Unterhaltung
- Alexander Adolph (Buch), Jobst Oetzmann (Regie), Silvia Koller (Redaktion), Miroslav Nemec (Darsteller) und Udo Wachtveitl (Darsteller) (für die Sendung Tatort: Im freien Fall, BR)
- Ruth Toma (Buch), Hermine Huntgeburth (Regie), Martina Gedeck (Darstellerin), Sylvester Groth (Darsteller) und Katrin Bühring (Darstellerin) (für die Sendung Romeo, ZDF)
- Jo Baier (Buch und Regie) und Jürgen Tarrach (Darsteller) (für die Sendung Wambo, Sat.1)
- Peter Keglevic (Regie), Sebastian Koch (Darsteller), Tobias Moretti (Darsteller) und Christoph Waltz (Darsteller) (für die Sendung Der Tanz mit dem Teufel, Sat.1)

#### Information & Kultur
- Kuno Haberbusch (für die Redaktion bei Die Todespiloten, NDR)
- Christian Klemke (Buch und Regie) und Jan N. Lorenzen (Buch) (für die Sendung Roter Stern über Deutschland, ORB)
- Jens Schanze (Buch und Regie) und Börres Weiffenbach (Kamera) (für die Sendung Otzenrather Sprung, ZDF / 3sat)
- Marion Kainz (für Buch, Regie und Kamera zu Der Tag, der in der Handtasche verschwand, WDR)

#### Spezial
- Peter Kloeppel (Moderation) und Volker Weicker (Regie) (für die Berichterstattung am 11. September 2001, RTL)
- Harald Schmidt (für die Sendung Die Harald Schmidt Show vom 25. September 2001, Sat.1)
- Romuald Karmakar und Manfred Zapatka (für Idee und Realisierung von Das Himmler-Projekt, Sat.1)

### Besondere Ehrung
- Günther Jauch (für Verdienste um die Entwicklung des Mediums Fernsehen)

### Sonderpreis des Ministeriums für Städtebau und Wohnen, Kultur und Sport von Nordrhein-Westfalen
- Dominik Wessely und Marcus Vetter (für Buch und Regie zu Broadway Bruchsal, SWR)

### Publikumspreis der Marler Gruppe
- Marion Kainz (für Buch, Regie und Kamera zu Der Tag, der in der Handtasche verschwand, WDR)